# 2020年夏季帕拉林匹克運動會柔道比賽
2020年夏季帕拉林匹克運動會柔道比賽，是因嚴重特殊傳染性肺炎疫情而延期至2021年舉行的第16屆夏季帕拉林匹克運動會的其中一個比賽項目，於2021年8月27日至29日在東京日本武道館進行。總共有13個項目：7項男子比賽和6項女子比賽，所有項目皆混合視障分級。

## 比賽分級
柔道比賽是給予有視力障礙的運動員參加的比賽項目。接照運動員的身障程度，可以分為3個級別：
- B1級：完全失明或接近完全失明（無法辨識距離和形體）
- B2級：中度視障（視敏度少於2/60，或視野少於5度）
- B3級：輕度視障（視敏度介於2/60至6/60，或視野介於5度至20度）

## 比賽項目
本屆柔道比賽共設13個小項。

| - 男子60公斤級 - 男子66公斤級 - 男子73公斤級 - 男子81公斤級 - 男子90公斤級 - 男子100公斤級 - 男子100公斤以上級 | - 女子48公斤級 - 女子52公斤級 - 女子57公斤級 - 女子63公斤級 - 女子70公斤級 - 女子70公斤以上級 |  |

## 參賽國家和地區
- 阿尔及利亚（3）
- 阿根廷（3）
- （1）
- 阿塞拜疆（11）
- 白俄罗斯（1）
- 巴西（9）
- 加拿大（1）
- 中国（2）
- 中华台北（1）
- 克罗地亚（1）
- 古巴（2）
- 法国（3）
- （5）
- 德国（4）
- 英国（4）
- 希腊（1）
- 伊朗（2）
- 意大利（2）
- 牙买加（1）
- 日本（13）（主辦國）
- （7）
- （1）
- 立陶宛（1）
- 墨西哥（2）
- 蒙古（3）
- 秘鲁（1）
- 葡萄牙（1）
- 波多黎各（1）
- 摩尔多瓦（2）
- 韩国（2）
- 罗马尼亚（1）
- （9）
- 西班牙（3）
- 瑞典（1）
- 泰国（1）
- 土耳其（5）
- 乌克兰（8）
- 美国（4）
- 乌拉圭（1）
- （12）
- 委内瑞拉（2）

## 日程
以下是柔道項目的賽程安排：
| 日期項目 |                   |                   |                                  |
| 日期項目 | 8月27日           | 8月28日           | 8月29日                          |
| 男子     | 60公斤级 66公斤级 | 73公斤级 81公斤级 | 90公斤级 100公斤级 100公斤以上级 |
| 女子     | 48公斤級 52公斤級 | 57公斤級 63公斤級 | 70公斤級 70公斤以上級            |
| -------- | ----------------- | ----------------- | -------------------------------- |

## 奖牌榜
*   主办国家/地区（日本）
| 排名                 | 代表团               | 金牌 | 銀牌 | 銅牌 | 总计 |
| -------------------- | -------------------- | ---- | ---- | ---- | ---- |
| 1                    | 阿塞拜疆             | 6    | 0    | 2    | 8    |
| 2                    |                      | 2    | 2    | 2    | 6    |
| 3                    | 伊朗                 | 2    | 0    | 0    | 2    |
| 4                    | 英国                 | 1    | 1    | 0    | 2    |
| 5                    | 巴西                 | 1    | 0    | 2    | 3    |
| 6                    | 阿尔及利亚           | 1    | 0    | 0    | 1    |
| 7                    |                      | 0    | 3    | 0    | 3    |
| 8                    |                      | 0    | 2    | 0    | 2    |
| 9                    | 乌克兰               | 0    | 1    | 4    | 5    |
| 10                   | 法国                 | 0    | 1    | 1    | 2    |
| 11                   | 加拿大               | 0    | 1    | 0    | 1    |
| 11                   | 西班牙               | 0    | 1    | 0    | 1    |
| 11                   | 美国                 | 0    | 1    | 0    | 1    |
| 14                   |                      | 0    | 0    | 3    | 3    |
| 15                   | 日本*                | 0    | 0    | 2    | 2    |
| 15                   | 韩国                 | 0    | 0    | 2    | 2    |
| 15                   | 墨西哥               | 0    | 0    | 2    | 2    |
| 15                   | 土耳其               | 0    | 0    | 2    | 2    |
| 19                   | 中国                 | 0    | 0    | 1    | 1    |
| 19                   | 意大利               | 0    | 0    | 1    | 1    |
| 19                   | 立陶宛               | 0    | 0    | 1    | 1    |
| 19                   | 罗马尼亚             | 0    | 0    | 1    | 1    |
| 总计（共22个代表团） | 总计（共22个代表团） | 13   | 13   | 26   | 52   |

## 獎牌得主
| 項目              | 金牌                                       | 银牌                            | 铜牌                                  |
| 男子60公斤級      | Vugar Shirinli · 阿塞拜疆（AZE）           | Anuar Sariyev · （KAZ）         | 雷杰普·奇夫特奇 · 土耳其（TUR）       |
| 男子60公斤級      | Vugar Shirinli · 阿塞拜疆（AZE）           | Anuar Sariyev · （KAZ）         | 亚历克斯·博洛加 · 罗马尼亚（ROU）     |
| 男子66公斤級      | Uchkun Kuranbaev · （UZB）                 | Sérgio Ibáñez · 西班牙（ESP）   | 濑户勇次郎 · 日本（JPN）              |
| 男子66公斤級      | Uchkun Kuranbaev · （UZB）                 | Sérgio Ibáñez · 西班牙（ESP）   | Namig Abasli · 阿塞拜疆（AZE）        |
| 男子73公斤級      | Feruz Sayidov · （UZB）                    | Temirzhan Daulet · （KAZ）      | Rufat Mahomedov · 乌克兰（UKR）       |
| 男子73公斤級      | Feruz Sayidov · （UZB）                    | Temirzhan Daulet · （KAZ）      | Osvaldas Bareikis · 立陶宛（LTU）     |
| 男子81公斤級      | Huseyn Rahimli · 阿塞拜疆（AZE）           | Davurkhon Karomatov · （UZB）   | Eduardo Ávila Sánchez · 墨西哥（MEX） |
| 男子81公斤級      | Huseyn Rahimli · 阿塞拜疆（AZE）           | Davurkhon Karomatov · （UZB）   | Lee Jung-min · 韩国（KOR）            |
| 男子90公斤級      | Vahid Nouri · 伊朗（IRI）                  | Elliot Stewart · 英国（GBR）    | Hélios Latchoumanaya · 法国（FRA）    |
| 男子90公斤級      | Vahid Nouri · 伊朗（IRI）                  | Elliot Stewart · 英国（GBR）    | Oleksandr Nazarenko · 乌克兰（UKR）   |
| 男子100公斤級     | Chris Skelley · 英国（GBR）                | Ben Goodrich · 美国（USA）      | Sharif Khalilov · （UZB）             |
| 男子100公斤級     | Chris Skelley · 英国（GBR）                | Ben Goodrich · 美国（USA）      | Anatolii Shevchenko · （RPC）         |
| 男子100公斤以上級 | Mohammadreza Kheirollahzadeh · 伊朗（IRI） | Revaz Chikoidze · （GEO）       | Ilham Zakiyev · 阿塞拜疆（AZE）       |
| 男子100公斤以上級 | Mohammadreza Kheirollahzadeh · 伊朗（IRI） | Revaz Chikoidze · （GEO）       | Choi Gwang-geun · 韩国（KOR）         |
| 女子48公斤級      | Shahana Hajiyeva · 阿塞拜疆（AZE）         | Sandrine Martinet · 法国（FRA） | Viktoriia Potapova · （RPC）          |
| 女子48公斤級      | Shahana Hajiyeva · 阿塞拜疆（AZE）         | Sandrine Martinet · 法国（FRA） | Yuliia Ivanytska · 乌克兰（UKR）      |
| 女子52公斤級      | Cherine Abdellaoui · 阿尔及利亚（ALG）     | Priscilla Gagné · 加拿大（CAN） | Alesia Stepaniuk · （RPC）            |
| 女子52公斤級      | Cherine Abdellaoui · 阿尔及利亚（ALG）     | Priscilla Gagné · 加拿大（CAN） | Nataliya Nikolaychyk · 乌克兰（UKR）  |
| 女子57公斤級      | Sevda Valiyeva · 阿塞拜疆（AZE）           | Parvina Samandarova · （UZB）   | Lúcia Araújo · 巴西（BRA）            |
| 女子57公斤級      | Sevda Valiyeva · 阿塞拜疆（AZE）           | Parvina Samandarova · （UZB）   | 泽伊内普·切利克 · 土耳其（TUR）       |
| 女子63公斤級      | Khanim Huseynova · 阿塞拜疆（AZE）         | 伊琳娜·胡西耶娃 · 乌克兰（UKR） | 王月 · 中国（CHN）                    |
| 女子63公斤級      | Khanim Huseynova · 阿塞拜疆（AZE）         | 伊琳娜·胡西耶娃 · 乌克兰（UKR） | Nafisa Sheripboeva · （UZB）          |
| 女子70公斤級      | Alana Maldonado · 巴西（BRA）              | Ina Kaldani · （GEO）           | 小川和纱 · 日本（JPN）                |
| 女子70公斤級      | Alana Maldonado · 巴西（BRA）              | Ina Kaldani · （GEO）           | Lenia Ruvalcaba · 墨西哥（MEX）       |
| 女子70公斤以上級  | Dursadaf Karimova · 阿塞拜疆（AZE）        | Zarina Baibatina · （KAZ）      | Meg Emmerich · 巴西（BRA）            |
| 女子70公斤以上級  | Dursadaf Karimova · 阿塞拜疆（AZE）        | Zarina Baibatina · （KAZ）      | 卡罗琳娜·科斯塔 · 意大利（ITA）       |